# 小心没有影子的人
《小心没有影子的人》（英語：Be Careful of No Shadow Man），中国大陆惊悚片，导演和编剧都是郭大雷，同时是他的电影处女作，主演莫少聪、朱珠、陈廷嘉、金士杰、诸宥伶。

## 演出
- 莫少聪 出演 泽田
- 朱珠
- 陈廷嘉
- 金士杰
- 诸宥伶

## 制作
该片曾在山东省取景。
该片是陈廷嘉第一次出演惊悚片。
该片在2013年4月杀青。